# Leda Battisti (album)
Leda Battisti è il primo album dell'omonima cantautrice italiana pubblicato nel 1998 con etichetta Epic Records.

## Descrizione
Prodotto da Mario Lavezzi, Leda Battisti è l'album di debutto dell'omonima cantautrice reatina. Il disco contiene 11 tracce inedite firmate da Leda Battisti e vede la partecipazione del chitarrista di nuevo flamenco Ottmar Liebert (i due, nel 1996, avevano già collaborato nella produzione del brano Tocca il cuore, presente nell'album). Il singolo che fa da apripista all'album è L'acqua al deserto che diventa uno dei tormentoni radiofonici dell'estate di quell'anno; a questo seguì la pubblicazione di altri due singoli Come il sole e Sei tu che ottennero anch'essi un buon riscontro radiofonico.
Nel 1999, con la partecipazione alla sezione giovani del Festival di Sanremo, l'album viene ristampato con l'aggiunta di tre canzoni: Un fiume in piena (presentata a Sanremo), Al ritmo di un uragano e Non sono un gatto (dalla colonna sonora del film di animazione La gabbianella e il gatto). Complessivamente l'album ha venduto oltre 50 000 copie aggiudicandosi un disco d'oro.

## Tracce
1. L'acqua al deserto (L.Battisti)
2. In caduta libera - Snakecharmer (L.Battisti - O. Liebert)
3. Vino sei d'amore (L. Battisti - A. Carnevali)
4. Come il sole - ocean blvd./Miami (L. Battisti - O. Liebert)
5. Solo il cielo lo sa (L. Battisti)
6. Sei tu (L. Battisti)
7. Verso sera (L. Battisti - G. Bonanni)
8. Tangos de Tesuque (L. Battisti - O. Liebert)
9. Euforia (L. Battisti)
10. Tocca il cuore - Butterfly and Juniper (L. Battisti - O. Liebert)
11. Fuoco (L. Battisti - A. Carnevali - R. Rinciari)

## Formazione
- Leda Battisti – voce, cori, chitarra classica
- Ottmar Liebert – chitarra flamenco
- Francesco Morettini – tastiera, programmazione
- Giulio Proietti – batteria
- Lennart Zethzon – basso
- Matteo Fasolino – tastiera